# Надрожиця
Надрожиця (словен. Nadrožica) — поселення в общині Комен, Регіон Обално-крашка, Словенія. Висота над рівнем моря: 240,3 м.